# Rhinella manu
Rhinella manu es una especie de anfibios de la familia Bufonidae.
Es endémico de la provincia de Paucartambo, al sudeste del Perú, en altitudes entre 2700 y 2800 m.
Habita en el bosque húmedo montano tropical.